# Alessandro Diamanti
Alessandro Diamanti (né le 2 mai 1983 à Prato, en Toscane) est un footballeur international italien qui évolue au poste de milieu offensif, comme meneur de jeu. Il mesure 1,80 m pour 75 kg. Il se distingue sur le terrain par une grande capacité technique et un pied gauche très précis pouvant souvent faire mouche sur coup franc.

## Biographie
Alessandro Diamanti a commencé sa carrière professionnelle dans le club de Prato, sa ville natale. Prêté dans de nombreux clubs dont l'US Fucecchio et la Fiorentina, il est ensuite vendu par Prato à AlbinoLeffe où il jouera 26 matchs mais ne parviendra pas franchement à s'intégrer en une saison et demie. Son ancien club, Prato, est intéressé par sa venue, il y est donc prêté puis il convainc la direction du club de prolonger ce passage. En 2006-2007, il s'engage avec Prato et finira avec un bon bilan de 15 buts en 31 matchs. 
Ces performances prometteuses attirent l'AS Livourne qui réussira à le faire signer le 9 juillet 2007 ; l'adaptation en Serie A est bonne, en jouant 27 matchs et en marquant 4 buts pour sa première saison, mais le club n'arrivera pas à obtenir son maintien. La saison suivante, il est l'un des grands artisans de la remontée de son club en Serie A en inscrivant 20 buts toutes compétitions confondues.
Le 28 août 2009, il paraphe un contrat de 5 ans avec West Ham, entraîné par l'Italien Gianfranco Zola. Il joue de nombreux matchs, souvent comme titulaire, inscrivant 7 buts en championnat, beaucoup sur penalty, et le club peut se sauver dans les dernières journées. Le 24 août 2010, il quitte le club anglais et s'engage pour 5 ans avec le Brescia Calcio, club promu en Serie A. L'indemnité de transfert est évaluée à 2,2 millions d'euros.
Il ne restera qu'un an au sein du club lombard, relégué en Serie B. Il s'engage avec Bologne qui verse 1,5 million d'euros pour récupérer la moitié du contrat du joueur. L’autre moitié sera payée l’été prochain. À Bologne, il va tenter de relancer sa carrière, en formant un trio offensif avec Gastón Ramírez et Di Vaio. Il quitte le club durant le mercato hivernal en 2014 pour rejoindre la Chine et le Guangzhou Evergrande, entraîné par Marcello Lippi, avec lequel il a gagné le championnat.
Il a été récemment appelé par Cesare Prandelli  pour l'Euro 2012 et la Coupe des confédérations 2013. Lors du quart de finale de l'Euro opposant l'Italie à l'Angleterre, il inscrit le tir au but décisif qui qualifie son équipe pour les demi-finales, tandis que dans la Coupe des confédérations marque un coup franc dans la finale pour la troisième place.
En 2015 il fait son retour en Serie A en étant prêté à la Fiorentina. Après une demi saison mitigée avec le club toscan, l'international italien décide de faire son retour en Angleterre, au promu Watford FC en prêt de son club de Guangzhou Evergrande; il joue très peu et après une demi saison il retourne en Italie en prêt à l'Atalanta Bergame.
En 2016 il s'engage avec US Palerme, avec qui il est relégué en Série B.
Le 13 juillet 2018, il s'engage avec l'AS Livourne (qui évolue en 2018 en Série B), dans lequel il a évolué durant deux saisons, de 2007 à 2009.

## Palmarès
- Championnat d'Italie de Serie C2 : 2003
- Championnat de Chine : 2014